# Реални социјализам
Реални социјализам или реал-социјализам је израз којим су се од 1970-их означавало друштвено-политичко уређење односно званична идеологија СССР-а и других држава које су припадале Источном блоку.
Тај су израз први почели да користе совјетски и други источноблоковски теоретичари како би истакли разлике између њиховог система, односно схватања социјализма у односу на разне социјалистичке системе, у већој или мањој мери инспирисаних марксизмом-лењинизмом, који се од друге половине 20. века појављују у разним државама - Титовој Југославији, маоистичкој НР Кини, као и у низу деколонизованих земаља Трећег света чији су нови вође своје режиме називали социјалистичкима.
Израз реални је имао двоструко значење. С једне стране се њиме имплицитно признавала несавршеност, односно реалност таквих режима насупрот идеалима којима је требало да теже. С друге стране се тврдило да су такви социјалистички системи једини могући у тадашњим историјским приликама, односно истицала се њихова прагматичност насупрот радикалнијем, односно утопистичком тумачењу марксизма-лењинизма карактеристичним како за маоизам, тако и за разне покрете Нове левице који се јављају од 1960-их.
Израз реални социјализам су касније прихватили и критичари совјетског система. Тако је званична идеологија СФРЈ источноблоковске земље називала реалсоцијалистичким како би описивала планску привреду насупрот социјалистичког самоуправљања. Исти су израз прихватили и антикомунисти и десничари како би истакли да је совјетски тип социјализма, којег карактерише тоталитарни једнопартијски систем, неефикасна планска привреда, репресија, једини прави социјализам, односно да сваки покушај да се успостави социјализам доводи до таквих резултата.